# Martin Fowler

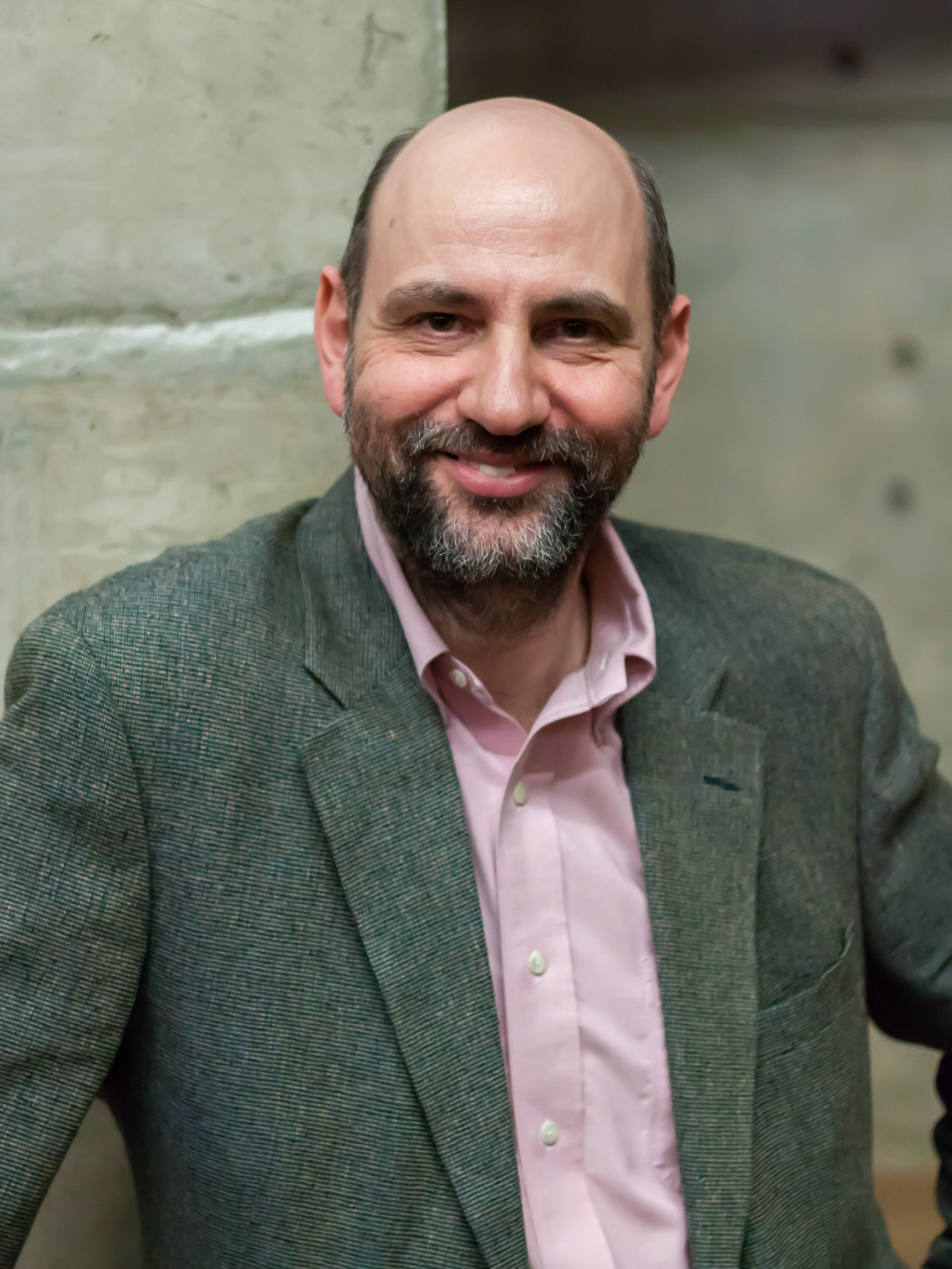
Martin Fowler (2015)

Martin Fowler (* 18. Dezember 1963 in Walsall, England) ist ein britisch-amerikanischer Autor und Referent zum Thema Softwarearchitektur. Er ist spezialisiert auf objektorientierte Analyse und Design, UML, Entwurfsmuster und agile Softwareentwicklung.

## Leben
Fowler studierte Elektrotechnik und Informatik am University College London und arbeitete unter anderem bei Coopers & Lybrand in London sowie seit 2000 als Chefentwickler beim Consulting-Unternehmen ThoughtWorks in Chicago. Er schrieb mehrere bedeutende Bücher zum Thema Softwareentwicklung und war im Jahr 2001 einer der Autoren und Erstunterzeichner des Agilen Manifests. Darüber hinaus prägte er ab 2004 den Begriff Dependency Injection. Er unterhält ein Bliki, eine Mischung aus Blog und Wiki.

## Publikationen
- Analysemuster. Wiederverwendbare Objektmodelle, Addison-Wesley, 1999, ISBN 978-3-82731434-5 (englisch: Analysis Patterns. Reusable Object Models).
- mit Kent Beck: Planning Extreme Programming (= The XP Series), Addison-Wesley, 2000, ISBN 0-201-71091-9.
- Patterns für Enterprise Application-Architekturen, mitp, 2003, ISBN 978-3-82661378-4 (Patterns of Enterprise Application Architecture).
- UML konzentriert. Eine kompakte Einführung in die Standard-Objektmodellierungssprache, 3. Aufl., Addison-Wesley, 2003, ISBN 978-3-82732126-8 (englisch: UML Distilled. A Brief Guide to the Standard Object Modeling Language).
- mit Rebecca Parsons: Domain-Specific Languages, Addison-Wesley, 2010, ISBN 0-321-71294-3.[2]
- mit  Pramod J. Sadalage: NoSQL Distilled: A Brief Guide to the Emerging World of Polyglot Persistence, Addison-Wesley, 2012, ISBN 978-0-321-82662-6.
- mit Kent Beck, Shane Harvie, und Jay Fields: Refactoring: Ruby Edition, Addison-Wesley, 2013, ISBN 978-0-321-98413-5.
- Refactoring. Wie Sie das Design bestehender Software verbessern, 2. Aufl., mitp, 2020, ISBN 978-3-95845-941-0 (englisch: Refactoring. Improving the Design of Existing Code).